# Cendiuna planipennis
Cendiuna planipennis är en skalbaggsart som först beskrevs av Bates 1881.  Cendiuna planipennis ingår i släktet Cendiuna och familjen långhorningar. Inga underarter finns listade.